# 計量革命
計量革命（英語：quantitative revolution）是地理學中的一次范式转变，其目標是为地理学發展更為嚴謹和系统性的方法论，是为了解决区域地理学不足以解释一般的空间动态变化的问题。計量革命的主要影響，乃使地理學从描述性（个别）地理學向经验定律（普遍）地理學转变。計量革命发生在1950-1960年代，标志着地理学研究方法迅速轉變，从区域地理学發展成為空间科学。
地理學史中，計量革命是现代地理学的四大转折点之一（另外三個是環境決定論、区域地理学及計量革命後的批判地理學）。这场革命推动了技术地理学分支的发展，并最终催生出包含地理信息科学、地理信息学和空间分析在内的计量地理学体系。
計量革命在经济学和心理学领域较早發生，同时也在政治学等社会科学領域進行，而历史学領域的量化程度沒那麼高。

## 背景
1940年代末和1950年代初：
- 地理學的區域傳統主導着地理學研究，該學派相信，地理學研究之目的為描述和解釋地球表面的區域差異。[7]
- 美國的許多大學關閉了地理系和其课程，特別是1948年哈佛大学撤銷地理课程，被視為「對地理學領域的學術戰爭」。[8]
- 人文地理学和自然地理學之间的分歧未得到解決——人文地理学的泛泛而談，逐漸成为一门自說自話的學科。
- 當時的地理学被认为描述性太強、不夠科学——它並不解释地理過程或現象为什么会发生。
- 地理学被认为只有教育用途，而「不是大學學科」[8]——当代地理学的实际应用很少。
- 关于什么是地理學——是科学、艺术、人文或社会科学——的争论持續不斷。
- 第二次世界大战后，技术在社会生活中日益重要，因此，基于法則的科学获得了普及和關注。

这些事件都对地理学的学科地位构成威胁，因此地理学家寻求新法以應對這些批判。

## 革命
計量革命是對当时在地理學中占統治地位的区域地理范式的回應。辩论主要（但不完全）在美国进行，而区域地理学是美國地理學界中主要的哲学流派。1950年代初期，人们越来越感觉到，已有的地理研究范式難以解释物質、经济、社会和政治过程如何在空间上组织、生态上相互聯繫，或者過程产生的结果如何成为特定时地的物證。越来越多的地理学家对学科传统的范式及其对区域地理学的关注表示不满，认为這些工作过于描述性、碎片化、不可歸納。为了解决这些问题，早期的批评者如Ackerman建议将学科系统化。此后不久就发生了一系列关于地理学方法论的辩论。最早、最知名的例子之一是舍费尔-哈特向之爭（Schaefer vs. Hartshorne debate）。1953 年，弗莱德·K·舍费尔發表了《地理学中的例外论：方法论的检视》（Exceptionalism in geography: A Methodological Examination）一文。该论文中，舍费尔反對哈特向对地理学科的例外論解释以及将地区視為地理研究的中心对象。舍费尔设想，地理学科的主要目标是通过科学探究来建立形态规律，即從更强调过程的社会科学中的其他学科中，將规律和方法与地理学相结合。而理查德·哈特向則發表了一系列出版物，反駁了舍费尔的批评，他认为舍费尔的观点是主观和自相矛盾的。他还强调了对地点和现象进行描述和分类的重要性，但也承认可以使用类属关系法则以最大限度地增進科学理解。然而，在他看来，这两种方法之间不应该有高下之分。
在关于方法的辩论进行同时，美国学术界正試圖對系统地理学進行體系化。爱荷华大学、威斯康星大学麦迪逊分校和華盛頓大學的地理课程在這方面開創了先河。爱荷华大学的Harold McCarty試圖建立地理格局之间的关联的形式法則。在威斯康星大学，Arthur H. Robinson致力于开发用于地图比较的统计方法。在华盛顿大学，Edward Ullman和William Garrison致力于发展经济和城市地理学领域以及中心地理論。这些院校机构培育了新一代地理学家，他们将空间分析的研究帶到了其他机构研究，包括芝加哥大学、西北大学、洛约拉大学、俄亥俄州立大学、密西根大学等。
1950年代和1960 年代，在将“科学思维”带入地理学的旗帜下引入的变化，使地理學更多運用基于技术的实践，包括一系列提高精度的数学技术和计算机化统计方法，以及用基于理论的实践將地理研究中的位置和空间概念化。
計量革命的一些典型技术包括：
- 描述统计学；
- 推論統計學；
- 基本的数学方程和模型，如社會物理學的引力模型，以及库仑方程；
- 使用概率概念的随机模型，例如空间扩散过程；
- 确定性模型，例如范·杜能和阿尔弗雷德·韦伯的區位模型。

上述技术的共通因素是对数字的偏好，以及相信数字工作是更纯正的科学。布里斯托大学的罗纳德·约翰·约翰斯顿及其同事发表了一部革命史，强调了实质的研究重点和哲学基础，以及方法的变化。

## 认识论基础
新的研究方法促進了各種自然和文化环境中对空间方面的概括的发展。概括可以采用经过检验的假说、模型或理論的形式，并且根据科学有效性来判断研究價值，将地理学变成一門律则科学。
1969年，大卫·哈维（David Harvey）出版了著作《地理学中的解释》（Explanation in Geography），該著作是為将地理学重新定位为空间科学提供合理的理论和哲学基础的最重要的著作之一。該著作中，哈维提出了两种可能的方法来解释地理现象：一種是从大量观察进行概括的归纳法；另一種是通过经验观察，制定可检验的模型和假设，然后验证使之成为科学规律的演绎法。他本人偏好后一种方法。这种实证主义方法遭到了批判理性主义的反对，这是一种由卡尔·波普尔（Karl Popper）提出的哲学，他拒绝检验这一概念，并坚持认为假说只能证伪。不過，两种认识论哲学都试图实现相同的目标：發現科学规律和理论。
范式转变在经济地理学和城市地理学分支领域产生了最强烈的反响，尤其是与区位论有关的领域。然而，一些地理学家——例如Ian Burton——表达了对计量化的不满，而其他人——例如Emrys Jones、Peter Lewis以及Golledge和Amedeo——则对提出定律的可行性进行了辩论。其他人，如 F. Luckermann，批评地理学提供的科学解释是推测性的，缺乏经验基础。结果，即使是经过检验的模型也无法准确地描述现实。
到1960年代中期，計量地理學成功地取代了区域地理学的主导地位，范式的转变在地理学学术期刊和教科书中等无数出版物中已显而易见。新范式的采用使地理學無論對政府還是私营部门都變得更加實用。

## 後計量革命的地理學
计量革命对塑造当今地理学学科形态产生了深远影响，其推动的实证主义（后实证主义）思潮与反实证主义回应从根本上改变了学科格局。
革命期间，学界对“距离”作为理解现象空间分布关键因素的研究兴趣，催生了地理学第一定律。地理学中空间分析的发展促进了规划领域的应用，而技术地理学的进步为研究提供了重要理论基础。
计算机在地理学中的广泛应用推动了地理信息科学的突破，包括地理信息系统（GIS）与遥感技术的建立。这些技术首次使地理学家能通过全尺度模型评估时空维度上复杂系统的空间关联。地理信息科学的发展在一定程度上消解了自然地理学与人文地理学的二元对立，通过可计算模型实现了对人类与自然环境复杂性的综合评估。

### 批评与回应
计量革命对统计模型的过度聚焦引发了对“人的维度”缺失的担忧。1970年代起，该理论范式开始受到直接挑战。随着地理学家逐渐揭示计量方法在解释种族、性别、阶级和战争等议题上的局限性，反实证主义思潮兴起。大卫·哈维放弃了早期支持计量革命的立场，转而采用马克思主义理论框架。人文地理学随后衍生出批判地理学和女性主义地理学等新子领域，这些学科尝试改造计量方法以适配其研究焦点。有学者评价这种转变为“非凡的贡献——将半个世纪空间科学的创新遗产，与批判社会理论半个世纪的发展成果进行了建设性对话”。
针对这些批评以及新兴领域的反批判始终存在。辩护观点包括：批评者未能理解新方法、其批判对象已过时，或是在鼓吹非科学路径。虽然许多人认为计量革命已被新范式取代，但更准确的说法应是计量地理学与定性地理学的分野共存——两者持续从对方的研究中相互借鉴。还有学者指出，计量地理学和批判地理学之间并不存在真正的对立，就连大批判家马克思也非常重视计量方法的运用。

## 延伸阅读
- Science, Philosophy and Physical Geography. Robert Inkpen, Routledge, ISBN 0-415-27954-2.
- Explanation in Geography, David Harvey, E Arnold, ISBN 0-7131-5464-0.
- Key Thinkers on Space and Place, Phil Hubbard, Rob Kitchin, Gill Valentine, Sage Publications Ltd, ISBN 0-7619-4963-1.
- Social Justice and the City, Ira Katznelson (Foreword), David Harvey, Blackwell Publishers, ISBN 0-631-16476-6.
- The Geographical Tradition: Episodes in the History of a Contested Enterprise,  David N. Livingstone, Blackwell Publishers  ISBN 0-631-18586-0.